# Mestanza
Mestanza település Spanyolországban, Ciudad Real tartományban. Mestanza Baños de la Encina, Villanueva de la Reina, Andújar, Solana del Pino, Hinojosas de Calatrava, Puertollano, Villanueva de San Carlos, Calzada de Calatrava és San Lorenzo de Calatrava községekkel határos. Lakosainak száma 657 fő (2024).

## Népesség
A település népessége az elmúlt években az alábbi módon változott:
| Lakosok száma | 890  | 830  | 833  | 808  | 815  | 744  | 730  | 667  | 662  | 657  |
|               | 2001 | 2004 | 2006 | 2009 | 2011 | 2014 | 2016 | 2019 | 2021 | 2024 |